# Emił Gyrgorow
Emil Nikołaew Gyrgorow (bułg. Емил Николаев Гъргоров) (ur. 15 lutego 1981 w Sofii), bułgarski piłkarz, grający na pozycji pomocnika. Jest wychowankiem Łokomotiwu Sofia, z którego w 2002 roku trafił do CSKA Sofia. W barwach CSKA w ciągu kolejnych czterech lat rozegrał 121 meczów i strzelił 57 bramek. Następnie grał w RC Strasbourg, a w 2010 roku przeszedł do Universitatei Craiova. W 2011 roku wrócił do CSKA Sofia, a latem 2011 został zawodnikiem klubu Łudogorec Razgrad, gdzie rozegrał 48 meczów a strzelił 19 bramek. Po dwóch latach ponownie wrócił do CSKA Sofia. W 2014 roku przeszedł do Shijiazhuang Yongchang.
W reprezentacji Bułgarii od 2001 roku rozegrał 22 mecze i strzelił 3 gole.